# Florence and the Machine
Florence and the Machine (estilizado como Florence + The Machine) es el nombre de la banda británica de indie rock liderada por la cantante Florence Welch. Originalmente formada por Isabella Summers ( ex compositora y teclista), Rob Ackroyd (guitarrista) , Christopher Lloyd Hayden (ex baterista) y Tom Monger (percusionista y arpa). 
El sonido de Florence and the Machine ha sido descrito como una combinación de varios géneros, incluidos el rock, el new wave, pop barroco, la música celta y el soul. La música de la banda es reconocida por su producción dramática y excéntrica y la poderosa voz de Welch. Han publicado cinco álbumes de estudio, tres álbumes en vivo, seis obras extendidas, 24 sencillos, cuatro sencillos promocionales y 29 videos musicales.

## Carrera musical

### 2007–2010: Formación yLungs
El nombre de Florence and the Machine se atribuye a la colaboración adolescente de Florence Welch con Isabella "Machine" Summers. Welch y Summers actuaron juntas durante un tiempo bajo el nombre de Florence Robot/Isa Machine. Según la propia Welch, "El nombre de Florence and the Machine comenzó como una broma privada que se salió fuera de control. Hice música con mi amiga, a quien llamábamos Isabella Machine, a la que yo era Florence Robot. Cuando estaba a una hora de distancia de mi primer concierto, todavía no teníamos un nombre, así que pensé: 'Está bien, seremos Florence Robot/Isa Machine', antes de darme cuenta de que el nombre era tan largo que me volvería loca."
Además de Summers (teclados y coros), los miembros actuales de la banda incluyen a los músicos Robert Ackroyd (guitarra y coros), Chris Hayden (batería, percusión y coros), Mark Saunders (bajo y coros) y Tom Monger (arpa). En el pasado, Welch elogió a su banda por comprender su proceso creativo y afirmó: "He trabajado con la mayoría de ellos durante mucho tiempo y conocen mi estilo, saben cómo escribo, saben lo que quiero".

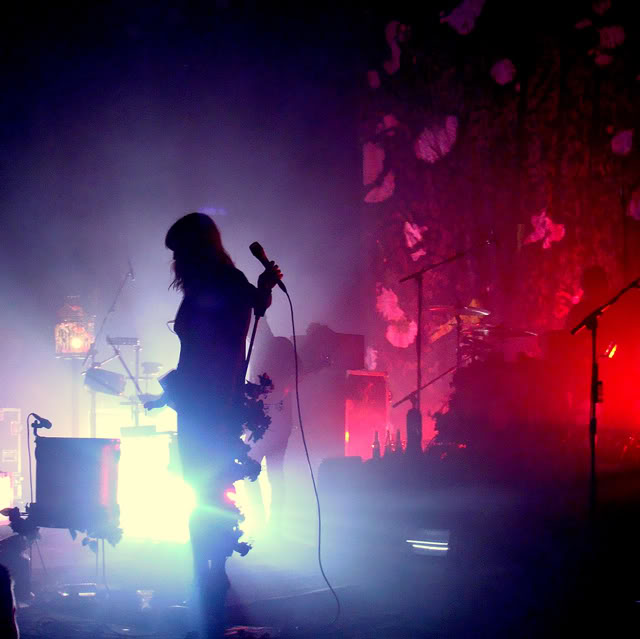
Florence and the Machine actuando en el O2 ABC Glasgow durante su Lungs Tour.

El álbum debut de la banda, Lungs, fue lanzado el 6 de julio de 2009. Fue producido por James Ford de Simian Mobile Disco, Paul Epworth, Steve Mackey y Charlie Hugall
En enero de 2010, el álbum alcanzó la primera posición, después de haber estado en la lista 28 semanas consecutivas hasta ese momento. El álbum alcanzó la primera posición en las listas de ventas del Reino Unido, así como el 13.ª posición en las listas europeas. A fecha del 6 de agosto, había vendido más de 100.000 copias en el Reino Unido, por lo que alcanzó la 2.ª posición y la mantuvo durante cinco semanas. Este mismo álbum fue editado en los Estados Unidos el 20 de octubre por la compañía Island Records y estuvo entre los 40 álbumes principales del Reino Unido durante 65 semanas consecutivas, convirtiéndolo en uno de los discos más vendidos del 2009 y 2010. En los BRIT Awards del 2010, Lungs ganó el premio al mejor álbum británico otorgado por MasterCard. Florence and the Machine actuó en vivo en los MTV Video Music Awards y en el concierto de la entrega del Premio Nobel de la Paz, ambos en 2010. La banda fue nominada en la categoría "Artista Revelación" en la entrega número 53 de los Premios Grammy, pero la cantante de jazz Esperanza Spalding terminó llevándose dicho galardón. El sencillo debut de la banda fue "Kiss with a Fist", canción usada para la banda sonora de la película Jennifer's Body, y también en la película Wild Child. El siguiente sencillo fue la canción Dog Days Are Over, usado para la BSO de Eat Pray Love al que siguieron "Rabbit Heart (Raise It Up)", "Drumming Song" y "You've Got The Love". Luego vino el relanzamiento de "Dog Days Are Over" en abril del 2010 con una nueva versión audiovisual. El siguiente sencillo fue "Cosmic Love" lanzado en julio y "Heavy in Your Arms", banda sonora de The Twilight Saga: Eclipse.

### 2011–2013:Ceremonials
El grupo empezó a grabar su segundo álbum en enero de 2010 con la ayuda del productor Paul Epworth. Welch describió el sonido de este disco como "más duro".
El 23 de agosto de 2011, presenta "What the Water Gave Me", el primer sencillo de su segundo disco, y a principios de septiembre se reveló que el segundo álbum sería titulado Ceremonials. Finalmente fue lanzado el 31 de octubre en el Reino Unido. El segundo sencillo de este disco, titulado "Shake It Out", fue presentado en la cadena BBC Radio 1. Su tercer sencillo es "No Light, No Light" y fue lanzado el 8 de marzo de 2012, la canción recibió excelentes comentarios de la crítica, que elogió su letra diciendo que «suena a autocrítica» y que «la canción se las ingenia para sonar inquietamente épica».
Florence and The Machine también ha colaborado con la banda sonora de la película de Rupert Sanders, Snow White & the Huntsman, con el tema principal "Breath of life" inspirado en la reina malvada.
En abril de 2012, se lanzó su segundo álbum en vivo MTV Unplugged - A Live Album, grabado en Nueva York en diciembre de 2011 en el Angel Orensanz Center. El show contó con la participación de Josh Homme, vocalista de Queens of the Stone Age, en la versión de "Jackson", originalmente grabado por Johnny Cash y June Carter.
La banda relanzó en junio de 2012 el sencillo "Spectrum (Say My Name)" en una nueva versión remezclada por el DJ y productor Calvin Harris. Gracias a este sencillo, la banda logró obtener su primer número 1 en el Reino Unido. Según declaraciones de Florence en la BBC Radio 1, este sería el último sencillo de Ceremonials. Sin embargo, más tarde se lanzó "Breaking Down" siendo este oficialmente el último sencillo del álbum.
En diciembre de 2012, Florence and the Machine recibieron nominaciones a los Premios Grammy de 2013 en las categorías Mejor Álbum de Pop Vocal por Ceremonials y a la Mejor Interpretación Vocal de Pop Dúo/Banda por su canción "Shake It Out". El 4 de abril de 2013 se anunció que el grupo había escrito la canción "Over the love" para ser incluida en la banda sonora de la película El gran Gatsby, dirigida por Baz Luhrmann, junto a nombres como los de Lana del Rey, Jay-Z o Jack White. El sencillo fue lanzado el 17 de abril de 2013 en SoundCloud.

### 2014–2016:How Big, How Blue, How Beautiful
El 4 de junio de 2014, Welch dijo a NME que el tercer álbum de estudio de la banda estaba en proceso. En enero de 2015, un sitio de fanes publicó una foto que muestra a Florence and the Machine mezclando su próximo álbum en un estudio de grabación. La fotografía fue eliminada, pero apareció en varios sitios web de noticias más tarde. El 9 de febrero, la banda tocó todas las canciones del nuevo álbum en su totalidad, entre ellos "Ship to Wreck", "Caught", "Delilah" y el primer sencillo del álbum, "What Kind of Man" en un show privado de Londres. Al día siguiente, el 10 de febrero, la banda lanzó un video musical breve de la canción principal de su álbum de estudio, How Big, How Blue, How Beautiful, que también actuaba como el resumen oficial del álbum, dirigida por Tabitha Denholm y Vincent Haycock y rodado en México. El sencillo y el álbum estaban disponibles para prepedido en todas las tiendas populares de música en línea. El video musical dura un poco menos de 3 minutos, en comparación con los 5 minutos de la pista de la versión del álbum. El 12 de febrero, el primer sencillo del álbum "What Kind of Man" fue revelada por Zane Lowe de la BBC Radio 1 Show, seguido por el lanzamiento del video musical más tarde ese día en el canal de VEVO de la banda a través de YouTube.

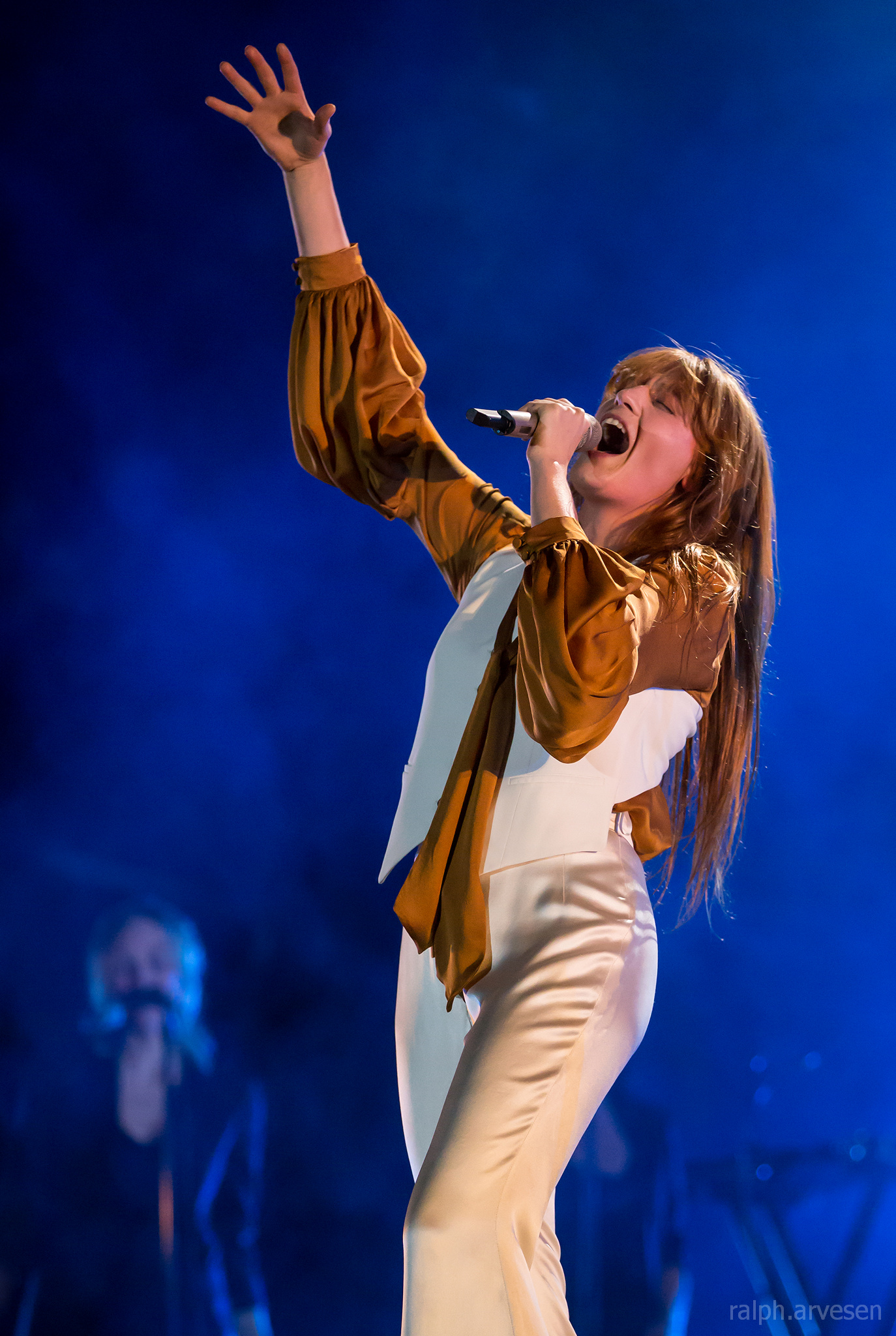
Florence Welch de Florence and the Machine en concierto (2015).

La banda lanzó un video musical de otra canción llamada "St. Jude" el 23 de marzo, coreografiado por Ryan Heffington y dirigido por Vincent Haycock, continuando con la narración del video anterior de "What Kind of Man". El 8 de abril, el segundo sencillo del álbum titulado "Ship to Wreck" se estrenó en el programa de Huw Stephens, BBC Radio 1. El video musical se estrenó una semana más tarde el 13 de abril, continuando la historia de los dos últimos vídeos. El 19 de mayo, la disc-jockey Annie Mac, reveló en su programa de radio de la BBC que, "Delilah" era el nombre de la nueva canción del disco.
El álbum fue lanzado el 29 de mayo en Alemania, 1 de junio en el Reino Unido y el 2 de junio en los Estados Unidos. Una versión de lujo del álbum que contiene 5 pistas adicionales fue lanzada el 13 de mayo de 2015. En su primera semana de ventas, How Big, How Blue, How Beautiful encabezó las listas en ocho países: Reino Unido, Estados Unidos, Canadá, Irlanda, Suiza, Polonia, Australia y Nueva Zelanda. El álbum también llegó a los diez primeros puestos en diez países más.
Fue el primer álbum de la banda en llegar a la posición número uno en el conteo estadounidense Billboard 200, vendiendo más 137,000 copias. En Canadá, el álbum vendió 19.000 copias en su primera semana que le sirvió para debutar en el número uno. En el Reino Unido, vendió algo menos de 70.000 copias, alcanzando la cima de la lista UK Albums Chart.
La banda ha sido confirmada por numerosos festivales europeos en el verano de 2015, incluyendo Way Out West en Suecia, Super Bock Super Rock en Portugal y Rock Werchter en Bélgica, entre otros. En junio de 2015, se anunció que Florence and the Machine sería titular del prestigioso Festival de Glastonbury después de la cancelación de Foo Fighters por la fractura en la pierna que sufrió Dave Grohl, exbaterista de la banda Nirvana.
Asimismo, la banda ha versionado la conocida Stand by me como canción principal para el videojuego Final Fantasy XV, desvelándose así en el evento "Final Fantasy XV Uncovered".

### 2017–2024:High As HopeyDance Fever
El 26 de mayo de 2017, Florence concedió una entrevista al periódico británico The Telegraph en la cual afirmó que se encontraba en la etapa inicial de la creación de su cuarto álbum de estudio. Según Welch, el próximo disco será un "hoyo negro" en el cual abordará temas como su reciente ruptura amorosa y su alcoholismo.

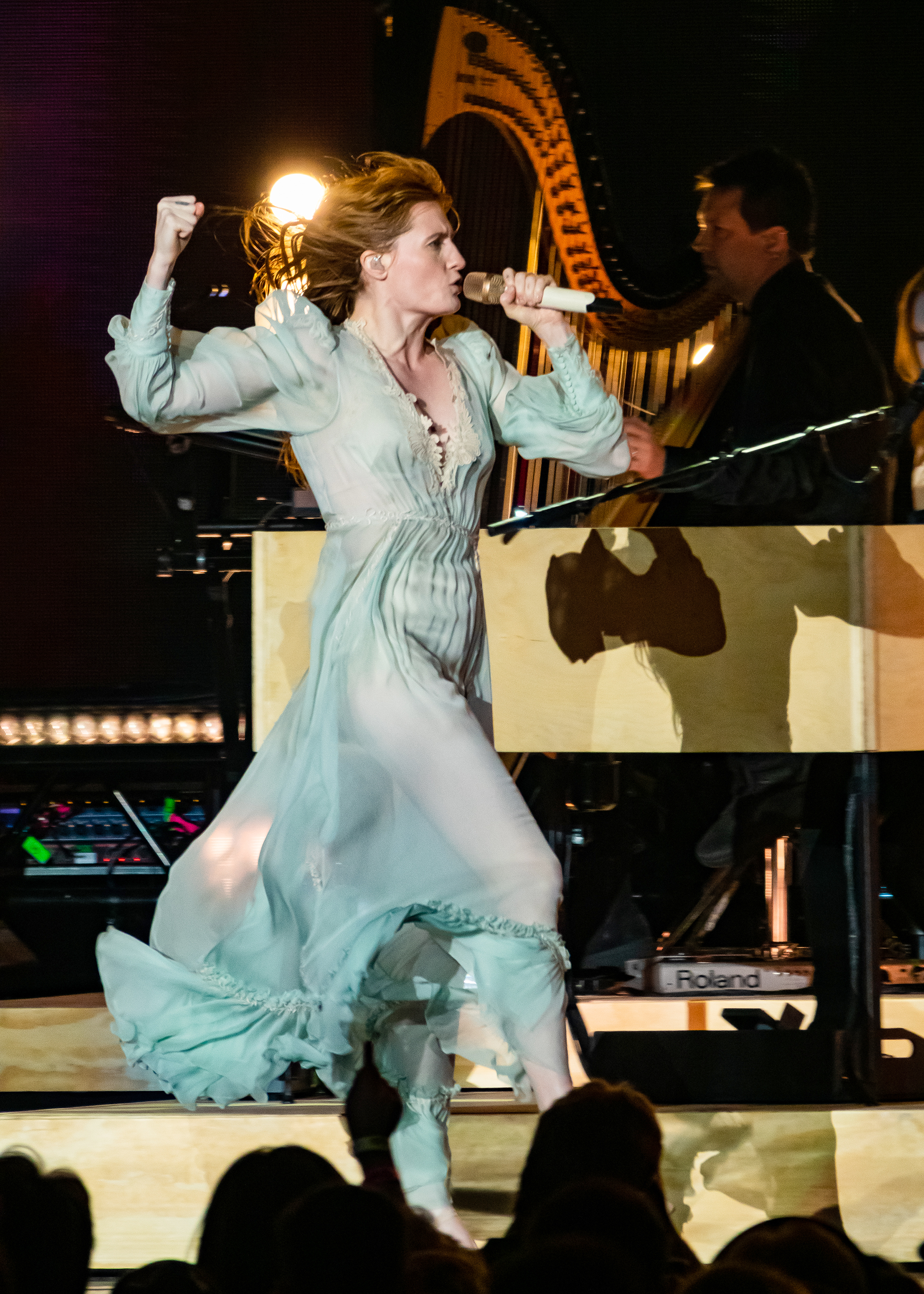
Florence Welch de Florence and the Machine en concierto (2018).

El 12 de abril de 2018, se publicó el sencillo Sky Full of Song, que también fue lanzado en vinilo el 21 de abril del mismo año, para celebrar el Record Store Day. El 3 de mayo de 2018, la banda lanzó el sencillo Hunger, acompañado de un video musical. Ese mismo día, la banda confirmó el título y lista de canciones de su cuarto álbum de estudio: High As Hope que fue publicado el 29 de junio de 2018.
El 5 de agosto de 2018, arrancó la gira mundial en apoyo del álbum titulada: High As Hope Tour en la cual recorrerían durante más de un año y en más de 93 espectáculos los continentes de Europa, América y Oceanía. Comenzó en dicha fecha en la ciudad de Montreal, en Canadá y finalizaría el 22 de septiembre de 2019 en Atenas, Grecia.
El 24 de enero de 2019, Florence and The Machine lanzó un nuevo sencillo, "Moderation", que había sido presentado previamente en vivo durante la etapa australiana del High As Hope Tour. No aparece en "High As Hope". A su vez, se lanzó una cara B, "Haunted House". El pasado 17 de abril de 2020, Florence and The Machine, lanzó el sencillo titulado "Light of Love" como respuesta para recaudar fondos tras el impacto de la Pandemia de enfermedad por COVID-19 en Reino Unido. La banda anunció que todo el dinero recaudado tras el lanzamiento del sencillo sería destinado para la organización llamada "Intesive Care Society", y que el propio sencillo estaba grabado originalmente como canción del álbum "High as Hope".
El 10 de mayo de 2021 Florence and The Machine confirmó el estreno de su nuevo tema para la banda sonora de la película de Disney, Cruella. La canción titulada, "Call Me Cruella", fue publicada el 21 de mayo de 2021, junto con el resto de la banda sonora. En diciembre, se anunció su participación en el Mad Cool Festival que tendrá lugar en Madrid, en julio de 2022. A finales de febrero de 2022, numerosos fans del grupo, comenzaron a recibir cartas con una tarjeta titulada: "King - Chapter 1"; a la vez que Billboard comenzó a publicitarla por la ciudad de Londres. Las especulaciones llevaron a que se tratase de nueva música, incluso de su nuevo y quinto álbum de estudio. Un día más tarde, el 22 de febrero, la propia Florence Welch lo confirma mediante sus redes sociales.

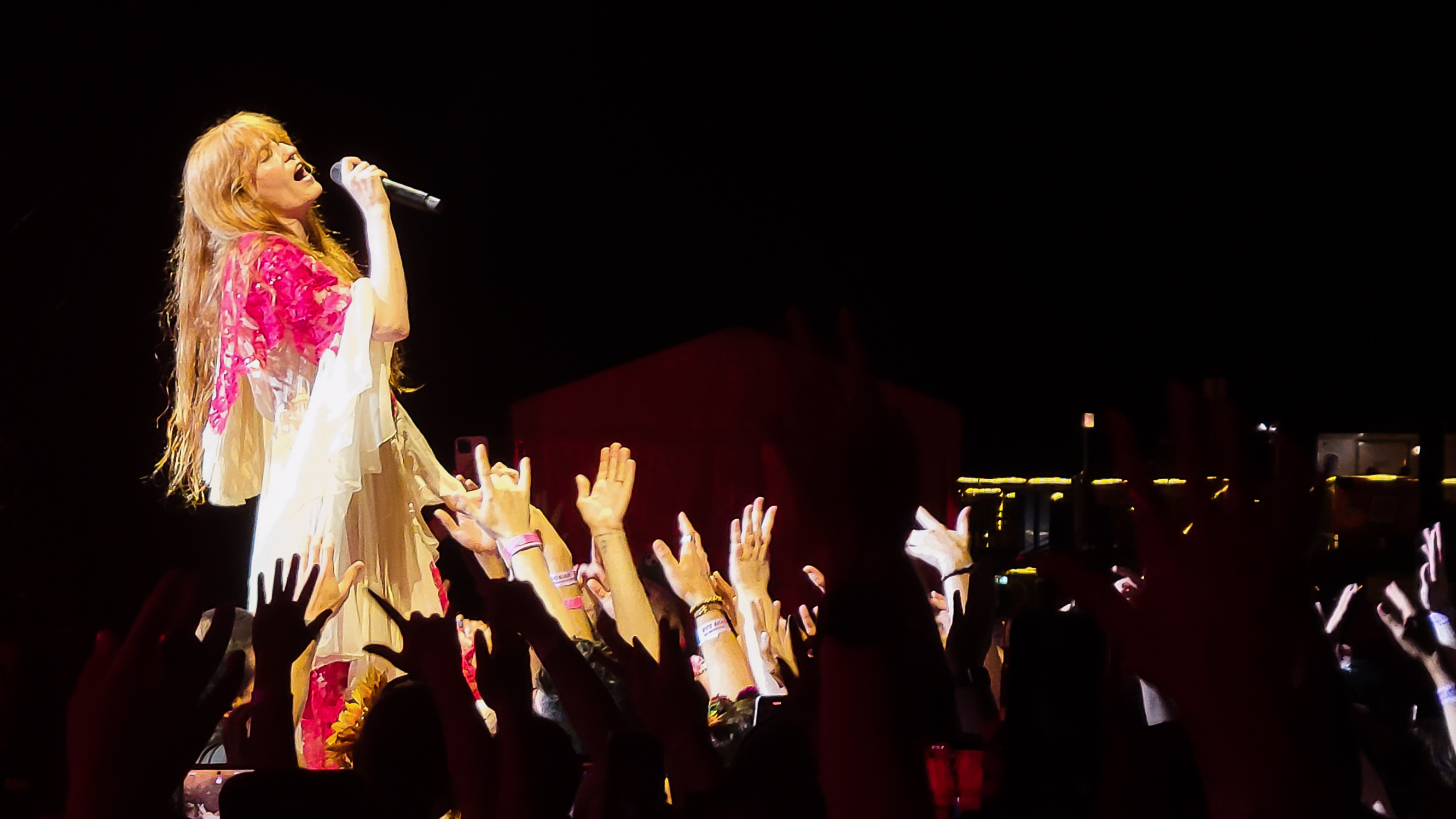
Florence Welch de Florence and the Machine durante la gira Dance Fever Tour.

El 23 de febrero de 2022, publicaron: King como primer sencillo del álbum. El 7 de marzo, publicaron su segundo sencillo titulado: Heaven is Here, habiendo sido anunciado el día previo a su estreno. El 9 de marzo, vías redes sociales, Welch, reveló la portada y el título de su nuevo álbum: Dance Fever, iniciando la preventa del mismo. El quinto álbum de estudio, salió a la venta el 13 de mayo de 2022. Debutando en el puesto número uno, en el Reino Unido y en el puesto número dos, en Australia. My Love, fue lanzado como tercer sencillo el 10 de marzo de 2022. El 20 de abril fue publicado el cuarto sencillo, Free junto a su videoclip. 
El 16 de marzo de 2022, el integrante de la banda The Maccabees, Sam Doyle, se unió en reemplazo del batería Loren Humphrey y el teclista Hazel Mills, quiénes dejaron la banda a comienzos del año. Sin embargo, Humphrey volvió durante la gira en el verano de 2022. Isabella Summers, miembro fundadora de la banda anunció que no había participado en el proceso de creación y composición de Dance Fever por su involucración en otros proyectos, y tampoco formaría parte de la gira. El 15 de abril de 2022, comenzó la gira Dance Fever Tour en la ciudad de Newcastle upon Tyne, Reino Unido. Durante más de un año, la gira recorrió distintos países de Europa, America y Oceanía; culminando su último show el 2 de septiembre de 2023, en Mijas, Málaga, España.
El 21 de abril de 2023, lanzaron el sencillo Mermaids como parte de la reedición del álbum, titulado: Dance Fever: Complete Edition, publicado el mismo día. En 2024, publicaron el sencillo White Cliffs Of Dover  perteneciente a la banda sonora de la serie de televisión The New Look; además se dio a conocer su participación en el nuevo álbum de Taylor Swift titulado The Tortured Poets Department con la colaboración de la canción Florida!!!. En septiembre, la banda actuó como parte del programa BBC Proms en el Royal Albert Hall de Londres, junto a Jules Buckley y orquesta interpretando su álbum Lungs, en un único concierto titulado: "Symphony of Lungs".

### 2025–presente:Everybody Scream
En enero de 2025, Florence and the Machine colaboró con The Weeknd en la canción "Reflections Laughing" recogida en su álbum Hurry Up Tomorrow, junto al rapero Travis Scott. A principios de agosto, fueron publicados varios adelantos en formato de crípticos vídeos en los que aparecía cavando un hoyo en la hierba, antes de gritar en él, o caminaba en tacones por el campo. El 19 de agosto, fue anunciado el sexto álbum de la banda titulado, Everybody Scream, y su fecha de publicación para el 31 de octubre de 2025.

## Arte

### Estilo e Influencias

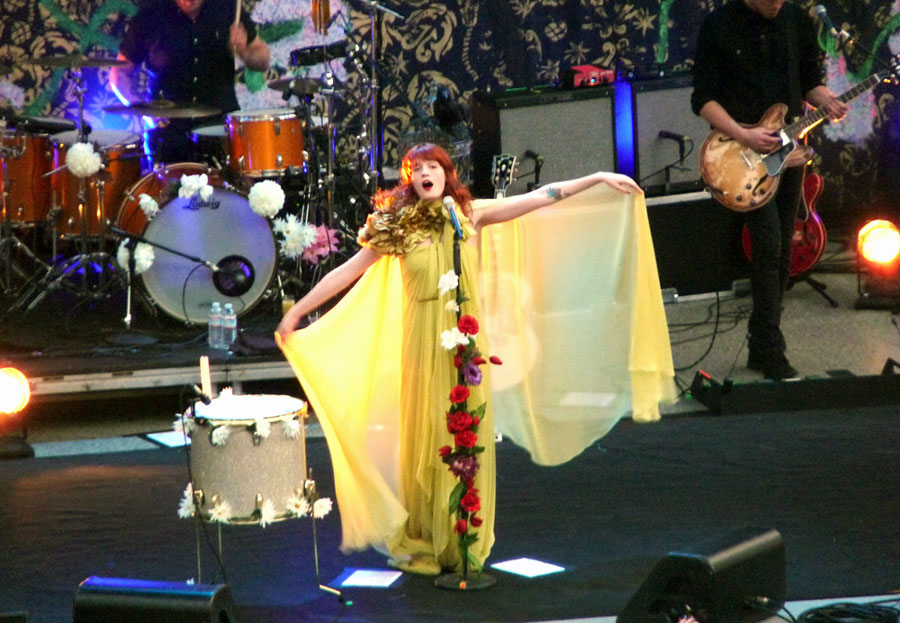
Florence and the Machine, concierto el 12 de junio de 2011 en el Berkeley Greek Theater.

Florence Welch ha sido comparada con otras muchas cantantes del estilo de Kate Bush, Siouxsie Sioux, PJ Harvey, Tori Amos o Björk. En más de una ocasión, Welch ha citado a la cantante y compositora Grace Slick como una de sus grandes 'musas' e influencias.
El estilo de la banda londinense ha sido descrito como "oscuro, robusto y romántico". Su música es una mezcla del soul clásico y el rock británico. Su estilo engloba distintos géneros desde el indie rock, indie pop, baroque pop, chamber pop, art rock, art pop, o folk.
Florence Welch habría fijado su estilo y composición en grandes artistas (pintores y escultores) del Renacimiento. Ella dijo: "Nosotros estamos lidiando con las mismas cosas que ellos: el amor y la muerte, el tiempo y el dolor, el cielo y el infierno."
Comentando su éxito, Welch, resaltó: "Tengo suerte que de que parece haber un renacimiento masivo de las artistas femeninas. Mis íconos siempre fueron mujeres como Kate Bush, Stevie Nicks y Siouxsie Sioux. ¿Quién no estaría orgulloso de continuar con esa tradición?"

### Escenarios y actuaciones

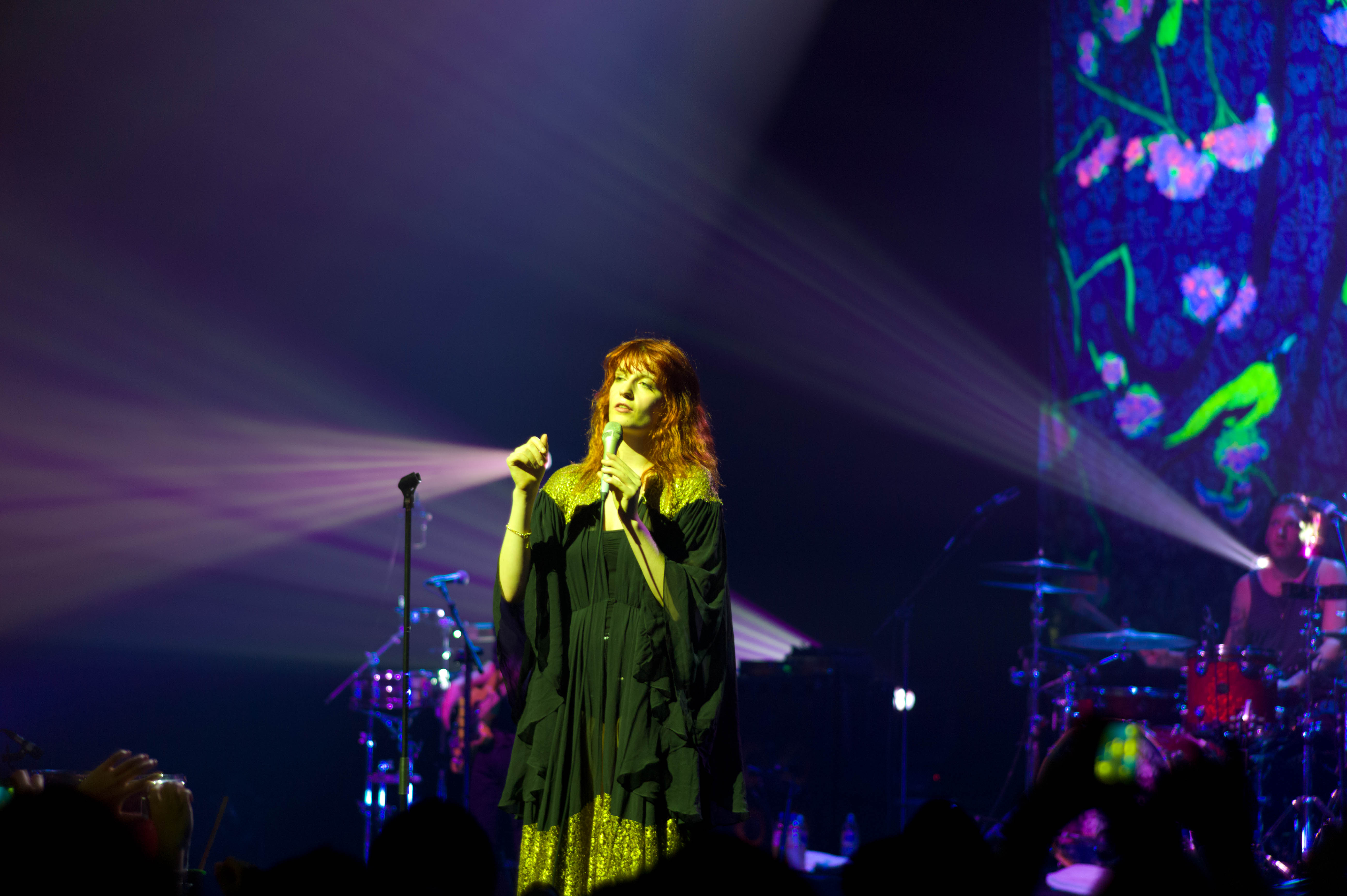
Florence Welch cantando en Singapur en 2010

Florence and the Machine comenzó tocando un puñado de conciertos en Londres y sus alrededores. En mayo de 2008, apoyaron a MGMT en una gira por Europa. La BBC jugó un papel importante en el ascenso a la fama de Florence and the Machine al promoverla como parte de BBC Introducing. Esto los llevó a tocar en festivales de música en 2008, incluidos Glastonbury, Reading and Leeds y Bestival.  Florence and the Machine también formaron parte de la gira de premios Shockwaves NME Awards 2009 en enero y febrero.
El grupo ha apoyado al Teenage Cancer Trust del Reino Unido, actuando en un concierto para la caridad en el Royal Albert Hall de Londres en marzo de 2009. Florence and the Machine apoyaron a Blur para su actuación de regreso el 26 de junio en el M.E.N. Arena en Manchester. Tocaron en el Lovebox Festival los días 18 y 19 de julio. En julio de 2009, el grupo apoyó a Duran Duran. Durante el verano de 2009, Florence and the Machine actuó en varios festivales importantes en el Reino Unido e Irlanda, incluido el Festival de Glastonbury 2009, Reading y Leeds 2009, Electric Picnic 2009 y T in the Park 2009.
Florence and the Machine tocaron en el festival de música Splendor in the Grass de Australia en julio de 2010, y atrajo a una de las mayores multitudes de los tres días del festival. Actuaron en el anfiteatro natural al aire libre, que tuvo que ser cerrado debido a preocupaciones de seguridad, ya que un número sin precedentes de asistentes al festival se apresuró a ver la actuación. Se estima que 28.000 personas de las 33.000 que asistieron al festival se apiñaron para ver Florence and the Machine. El anfiteatro fue reabierto poco después del comienzo, una vez que se disiparon las preocupaciones de seguridad. En octubre de 2009, el equipo y los instrumentos de la banda se incendiaron en un tráiler durante su gira europea, lo que les obligó a utilizar instrumentos alquilados para completar los espectáculos restantes. Welch dijo: "Se podía escuchar el sonido de las cuerdas del arpa en el fuego. Un sonido extraño. Lo grabamos y quiero usarlo en una canción".
Después del éxito de Lungs encabezando la lista de álbumes del Reino Unido en enero de 2010, siete meses después del lanzamiento del álbum, Florence and the Machine anunció una gira de once fechas por Reino Unido e Irlanda llamada The Cosmic Love Tour en mayo de 2010. Florence and the Machine actuó en Oxegen 2010, T in the Park 2010, Isle of Wight Festival 2010, Roskilde Festival 2010, V Festival 2010, y el San Miguel Primavera Sound 2010. En marzo de 2010, fue lo que confirmó que el primer festival de cabeza de cartel de la banda sería Latitude 2010, habiendo sido contratado en septiembre anterior antes de lograr el éxito general.

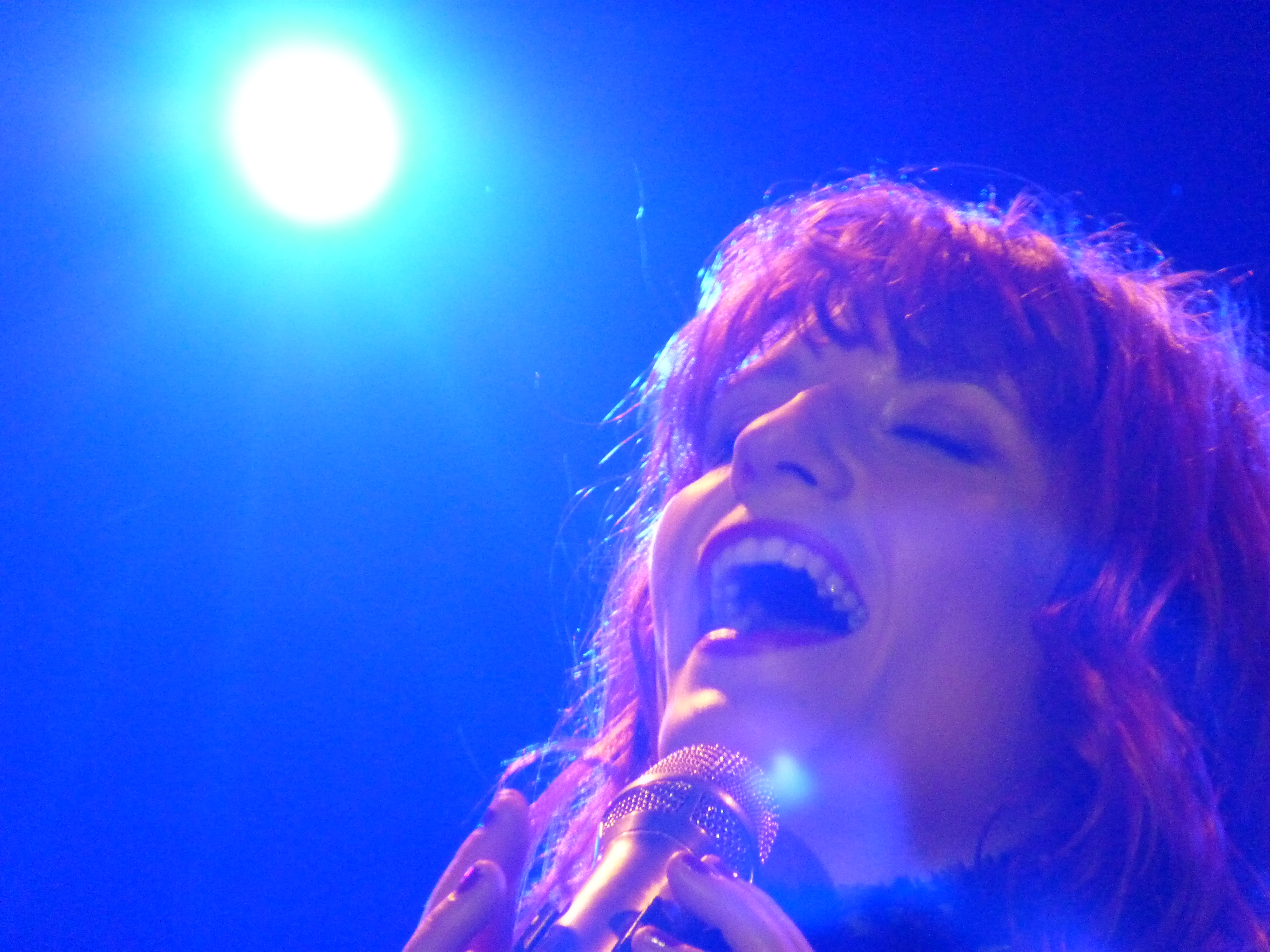
Florence + the Machine performing at Terminal 5, New York, 1.11.10

El Cosmic Love Tour comenzó en el Olympia Theatre de Dublín el 2 de mayo de 2010, donde el grupo interpretó una nueva canción llamada "Strangeness and Charm" y terminó en el Hammersmith Apollo de Londres el 15 de mayo de 2010. El 25 de junio, el grupo tocó en el Festival de Glastonbury 2010, donde interpretaron "Strangeness and Charm" y una versión de "The Chain" de Fleetwood Mac durante su set de diez canciones. Su actuación atrajo a una de las multitudes más grandes del día y una de las más grandes en la historia del Otro Escenario.
Florence and the Machine abrió para U2 en la etapa norteamericana de su U2 360° Tour en junio y julio de 2011.

## Legado y logros
Florence and the Machine ganó el premio Critic's Choice Award en los Brit Awards de 2009 después de quedar tercera en la encuesta "Sound of 2009" de la BBC. Además de captar la atención de la BBC, la banda recibió un apoyo significativo de la revista NME, que los incluyó en su gira anual Shockwaves NME Awards Tour para 2009, junto con Glasvegas, Friendly Fires y White Lies.
The Sunday Times describió a Welch como "la cantante femenina más peculiar y aclamada del momento" y "la última de una línea de grandes excéntricos del pop inglés". AllMusic se refirió a Lungs como "uno de los álbumes más maduros musicalmente y emocionalmente fascinantes de 2009". La revista Spin calificó a Lungs con ocho de diez y escribió: "Tienes que reconocerlo: la chica siempre te hace sentir algo". La revista lo nombró el octavo mejor álbum de 2009. En diciembre de 2010, Florence and the Machine apareció en una de las tres portadas de los números navideños de Spin como Artista del año.
Florence and the Machine ganó el premio al Álbum Británico de MasterCard por Lungs en los Brit Awards de 2010, habiendo sido nominada también como Artista Solista Femenina Británica. El 19 de febrero de 2010, Florence and the Machine ganó el premio a la Mejor Banda Internacional en los Meteor Awards de 2010. El grupo lideró las nominaciones para los premios MOJO 2010, con cuatro nominaciones. Recibieron una nominación a Mejor Artista Nuevo en la 53.ª Entrega Anual de los Premios Grammy. En abril de 2011, Florence and the Machine ocuparon el puesto 50 en la encuesta Time 100 de 2011, que enumera anualmente a las 100 personas más influyentes del mundo. La artista estadounidense Beyoncé citó a Florence and the Machine como una influencia para su álbum 4 de 2011.

## Miembros
- Florence Welch - voz principal, percusión. (2007-presente)
- Isabella Summers - teclados, coros. (2007-presente)
- Robert Ackroyd - guitarra principal, coros, bajo. (2007-presente)
- Tom Monger - arpa, xilófono, percusión, coros. (2007-presente)
- Cyrus Bayandor - bajo. (2018-presente)
- Aku Orraca-Tetteh - percusión, coros, teclados. (2018-presente)
- Dionne Douglas - violín, coros, guitarra rítmica. (2018-presente)
- Loren Humphrey - batería. (2018-2022, 2022-presente)

Exmiembros
- Christopher Lloyd Hayden - batería, percusión, coros, guitarra rítmica. (2007-2018)[109]
- Mark Saunders - bajo, coros. (2009-2018)[109]
- Rusty Bradshaw - teclados, guitarra rítmica, coros. (2011-2018)[109]
- Hazel Mills - teclados, coros. (2018-2022)
- Sam Doyle - batería. (2022)

Línea del tiempo

## Discografía

### Álbumes
| Álbumes de estudio - 2009: Lungs - 2011: Ceremonials - 2015: How Big, How Blue, How Beautiful - 2018: High As Hope - 2022: Dance Fever - 2025: Everybody Scream Álbumes en vivo - 2010: Live at the Wireless - 2011: Live at the Wiltern - 2012: MTV Unplugged - A Live Album - 2022: Dance fever (Live at Madison Square Garden) - 2024: Symphony of Lungs - BBC Proms at the Royal Albert Hall | - 2009: A Lot of Love. A Lot of Blood - 2010: iTunes Festival: London 2010 - 2010: iTunes Live from SoHo - 2011: Lungs – The B-Sides - 2015: Apple Music Festival: London 2015 - 2016: Songs from Final Fantasy XV |

## Giras
- Lungs Tour. De febrero de 2008 a julio de 2011. Llamada The Cosmic Love Tour por el continente europeo.
- Ceremonials Tour. De octubre de 2011 a diciembre de 2012.
- How Big, How Blue, How Beautiful Tour. De septiembre de 2015 a julio de 2016.
- High As Hope Tour. De agosto de 2018 a septiembre de 2019.
- Dance Fever Tour. De abril de 2022 a septiembre de 2023.